# Esporte Clube Bahia (Feminino)
O Esporte Clube Bahia Feminino, comumente conhecido como Bahia ou Mulheres de Aço, é um clube brasileiro de futebol feminino, sediado na cidade de Salvador, Bahia. É o time feminino do Esporte Clube Bahia .

## História
Fundado em 1989, o Bahia conquistou o Campeonato Baiano de Futebol Feminino em seu primeiro ano ativo. Eles também foram coroados campeões nas duas temporadas seguintes, antes de se tornarem inativos.
A Bahia voltou à ativa em novembro de 2018, após firmar parceria com o Lusaca, para cumprir com as normas do Profut.  Terminaram a parceria com o Lusaca após o Campeonato Brasileiro de Futebol Feminino Série A2, e posteriormente venceram novamente o Baiano. 
O Bahia conseguiu o acesso ao Campeonato Brasileiro de Futebol Feminino Série A1 em 2020 e 2022, mas sofreu rebaixamentos no ano seguinte. Em 2024, eles venceram a Série A2 pela primeira vez em sua história.  

## Jogadores

### Elenco atual
- Atualizado até 3 de maio de 2025.[5]

| No. | Pos. | Nation | Player           |
| --- | ---- | ------ | ---------------- |
| 1   | GK   | BRA    | Nágila           |
| 2   | DF   | BRA    | Dan              |
| 3   | DF   | BRA    | Aila             |
| 5   | MF   | URU    | Ángela Gómez     |
| 6   | DF   | BRA    | Thaís Prado      |
| 7   | FW   | BRA    | Juliana          |
| 8   | MF   | BRA    | Treyci           |
| 9   | FW   | BRA    | Raissa           |
| 10  | MF   | BRA    | Luana            |
| 11  | FW   | BRA    | Miúda            |
| 12  | GK   | BRA    | Yanne            |
| 13  | DF   | BRA    | Camila Santos    |
| 14  | MF   | BRA    | Kaiuska          |
| 15  | MF   | BRA    | Lane             |
| 16  | FW   | BRA    | Lara             |
| 17  | DF   | BRA    | Lorena Conceição |

| No. | Pos. | Nation | Player         |
| --- | ---- | ------ | -------------- |
| 18  | MF   | BRA    | Vilma          |
| 19  | FW   | BRA    | Kamile         |
| 20  | FW   | BRA    | Ellen Santana  |
| 22  | DF   | BRA    | Ariely         |
| 23  | GK   | BRA    | Lorrana        |
| 26  | MF   | BRA    | Vivia          |
| 27  | FW   | BRA    | Ary            |
| 28  | MF   | BRA    | Jaqueline      |
| 31  | DF   | VEN    | Hilary Vergara |
| 64  | DF   | BRA    | Tchula         |
| 66  | DF   | BRA    | Liriel         |
| 77  | MF   | BRA    | Suelen         |
| —   | DF   | BRA    | Anny           |
| —   | FW   | BRA    | Ju Oliveira    |

## Honras

### Torneios oficiais
| Nacional                                             | Nacional | Nacional                                       |
| Competições                                          | Títulos  | Estações                                       |
| ---------------------------------------------------- | -------- | ---------------------------------------------- |
| Campeonato Brasileiro de Futebol Feminino - Série A2 | 1        | 2024                                           |
| Estado                                               |          |                                                |
| Competições                                          | Títulos  | Estações                                       |
| Campeonato Baiano de Futebol Feminino                | 8        | 1989, 1990, 1991, 2019, 2021, 2022, 2023, 2024 |

## Links externos
- Sítio oficial (em português brasileiro)